# Pseudeurostus hilleri
Pseudeurostus hilleri är en skalbaggsart som först beskrevs av Edmund Reitter 1877. Enligt Catalogue of Life ingår Pseudeurostus hilleri i släktet Pseudeurostus och familjen Ptinidae, men enligt Dyntaxa är tillhörigheten istället släktet Pseudeurostus och familjen trägnagare. Arten är reproducerande i Sverige. Inga underarter finns listade i Catalogue of Life.